# Ебрахім Гасемпур
Ебрахім Гасемпур (перс. ابراهیم قاسمپور‎; нар. 11 вересня 1957, Абадан, Іран) — іранський футболіст та тренер, виступав на позиції півзахисника.

## Клубна кар'єра
Народився 11 вересня 1957 року в іранському місті Абадан. Футболом розпочав займатися 1972 року в юнацькій команді клубу «Санат Нафт». По завершенні юнацького (U-19) кубку Азії 1974 року переведений у дорослу команду клубу, в якій провів наступні 3 сезони своєї кар'єри. У 1976 році перебрався до «Шахбазу», де швидко став одним з провідних гравців команди. У сезоні 1976/77 років допоміг команді завоювати бронзові нагороди чемпіонату Ірану. У 1978 році підписав 2-річний контракт зі столичним ПАСом.
Після цього виїхав за кордон. У 1980 році виступав за еміратський «Ан-Наср» (Дубай). У 1982 році перейшов до катарського «Аль-Арабі», з яким наступного року виграв чемпіонат та кубок Катару.
У сезонах 1983—1985 років перебував в Єгипті, де грав за «Аль-Масрі». У 1984 році разом з командою дійшов до фіналу кубку Єгипта. У 1985 році повернувся до Катару, де став гравцем «Ар-Райяну». У 1986 році разом з «Ар-Райяном» виграв чемпіонат Катару. У 1988—1990 років виступав за «Ас-Садд», з яким 1989 року здобув чемпіонство Катару. У 1990—1992 років знову став гравцем «Аль-Арабі», з 1992 по 1994 рік — за «Аль-Масрі». У 1991 році разом з «Аль-Арабі» виграв своє чемпіонство Катару.

## Кар'єра в збірній
У футболці національної збірної Ірану дебютував 10 серпня 1975 року в програному (1:2) товариському поєдинку проти Угорщини. Один з гравців іранської збірної, яка виграла Кубок Азії 1976 року в Тегерані (на турнірі провів два поєдинки, проти Іраку та фінальний проти Кувейту), а також дійшла до 1/4 фіналу олімпійського футбольного турніру в Монреалі 1976 року. На турнірі в Канаді зіграв у трьох матчах: проти Куби, Польщі та чвертьфінальному проти СРСР. Учасник чемпіонату світу 1978 року. Іранці вибули за підсумками групового етапу, а Гасемпур зіграв у всіх трьох поєдинках: проти Нідерландів, Шотландії та Перу. У період з 1975 по 1978 рік зіграв 31 матч у складі збірної.

## Кар'єра тренера
У 1994 році Ебрахім повернувся до ПАСа, в якому до 1995 року був граючим головним тренером. Після завершення кар'єри гравця призначений головним тренером другої команди ПАСа. У 1997 році знову очолив головну команду, проте вже через 6 місяців звільнений з займаної посади й очолив олімпійську збірну Ірану. Залишив збірну 1999 року. Два місяці по тому повернувся на посаду головного тренера ПАСу. У липні 2001 року призначений головним тренером «Санат Нафт», який тренував до лютого 2002 року. Після чого працював у «Баргі» (Шираз), який залишив у грудні 2002 року. У січні 2006 року очолив «Хатта» з Об'єднаних Арабських Емірат. У квітні 2007 року залишив команду, а в липні 2007 року повернувся до «Санат Нафт». У березні 2008 року після невдалих матчів звільнений з займаної посади. У червні 2008 року тренував «Гому», проте того ж року залишив команду. У листопаді 2008 року повернувся до «Хатти», проте вже незабаром перебрався до «Емірейтс Клаб». Домовився про дострокове розірвання контракту й залишив клуб. 20 вересня 2011 року замінив Мехді Дінварзаде на посаді головного тренера представника Про-ліги Перської затоки «Дамаш» (Ґілян), проте 31 грудня 2011 року, після 5 місяців роботи, звільнений з посади головного тренера. 15 лютого 2012 року працевлаштувався в «Месі», підписавши контракт до завершення сезону. Дебютував на тренерському містку команди в нічийному (1:1) поєдинку проти «Персеполіса». Продемонстував з командою непогані результати, уник від пониження в класі. Завдяки цьому контракт з фахівцем продовжили ще на один сезон, але 27 грудня 2012 року звільнили з займаної посади. 12 червня 2013 року очолив «Санат Нафт». Після невдалої спроби підвищитися в класі, Гасемпура звільнили з займаної посади.

### Статистика тренера
Станом на 1 березня 2014
| Команда                  | З             | По            | Досягнення | Досягнення | Досягнення | Досягнення | Досягнення | Досягнення | Досягнення | Досягнення |
| Команда                  | З             | По            | Іг         | В          | Н          | П          | ЗМ         | ПМ         | +/-        |            |
| ------------------------ | ------------- | ------------- | ---------- | ---------- | ---------- | ---------- | ---------- | ---------- | ---------- | ---------- |
| ПАС                      | червень 1994  | червень 1995  | 22         | 6          | 13         | 3          | 32         | 22         | +10        |            |
| ПАС                      | січень 1997   | червень 1997  | 10         | 6          | 2          | 2          | 10         | 10         | 0          |            |
| олімпійська збірна Ірану | червень 1997  | червень 1999  | 23         | 13         | 7          | 3          | 37         | 22         | +15        |            |
| ПАС                      | листопад 1999 | травень 2000  | 14         | 6          | 2          | 6          | 15         | 11         | +4         |            |
| «Санат Нафт»             | липня 2001    | лютий 2002    | 8          | 1          | 4          | 3          | 9          | 10         | −1         |            |
| «Барг» (Шираз)           | лютий 2002    | грудень 2002  | 26         | 9          | 5          | 12         | 28         | 37         | −9         |            |
| «Хатта»                  | січень 2006   | квітень 2007  | 26         | 25         | 1          | 0          | 25         | 10         | +15        |            |
| «Санат Нафт»             | липень 2007   | березень 2008 | 30         | 8          | 8          | 14         | 30         | 37         | −7         |            |
| «Хатта»                  | листопад 2008 | грудень 2008  | 5          | 2          | 1          | 2          | 6          | 4          | +2         |            |
| «Емірейтс Клаб»          | грудень 2008  | грудень 2009  | 22         | 10         | 6          | 6          | 40         | 20         | +20        |            |
| «Дамаш» (Ґілян)          | вересень 2011 | січень 2012   | 10         | 5          | 3          | 2          | 18         | 11         | +7         |            |
| «Мес»                    | лютий 2012    | січень 2013   | 28         | 11         | 10         | 7          | 26         | 21         | +5         |            |
| «Санат Нафт»             | червень 2013  | червень 2014  | 25         | 11         | 7          | 7          | 25         | 21         | +4         |            |

## Досягнення

### Національні
- Про-ліга Перської затоки
  -  Бронзовий призер (1): 1977

- Ліга зірок Катару
  -  Чемпіон (4): 1982/83, 1990/91, 1985/86, 1988/89

- Кубок Еміра Катару
  -  Володар (1): 1982/83

- Кубок шейха Яссіма
  -  Володар (1): 1982/83

### Міжнародні
- Ліга чемпіонів АФК
  -  Чемпіон (1): 1988/89

### Збірні
- Переможець Юнацького (U-19) кубка Азії: 1974
- Володар Кубка Азії: 1976